# 岩沢駅
岩沢駅（いわさわえき）は、岩手県北上市和賀町岩沢にある、東日本旅客鉄道（JR東日本）北上線の駅である。

## 歴史
- 1921年（大正10年）11月18日：開業[2][3]。
- 1970年（昭和45年）10月1日：貨物の取り扱いを廃止[3]。
- 1982年（昭和57年）11月15日：荷物扱いを廃止[4]。駅員無配置駅（無人駅）となり[5]、簡易委託化。岩沢駅長が廃止され、和賀仙人駅長管理下となる。
- 1987年（昭和62年）4月1日：国鉄分割民営化により、JR東日本の駅となる[2]。
- 1991年（平成3年）3月13日：駅舎を建て替え、公民館が併設される[6][7]。
- 1994年（平成6年）10月1日：和賀仙人駅の無人化に伴い、ほっとゆだ駅長管理下となる。
- 2003年（平成15年）4月1日：無人化。
- 2007年（平成19年）3月18日：ほっとゆだ駅長廃止に伴い、北上駅長管理下となる。
- 2024年（令和6年）10月1日：えきねっとQチケのサービスを開始[1][8]。

## 駅構造
単式ホーム1面1線を有する地上駅で、北上駅管理の無人駅である。以前は相対式ホーム2面2線を有する交換駅で、駅舎側が下り本線、駅裏側が上り本線となっていた。棒線化後も旧上りホームは残存しており、花壇として利用されている。
駅舎は公民館との合築である。

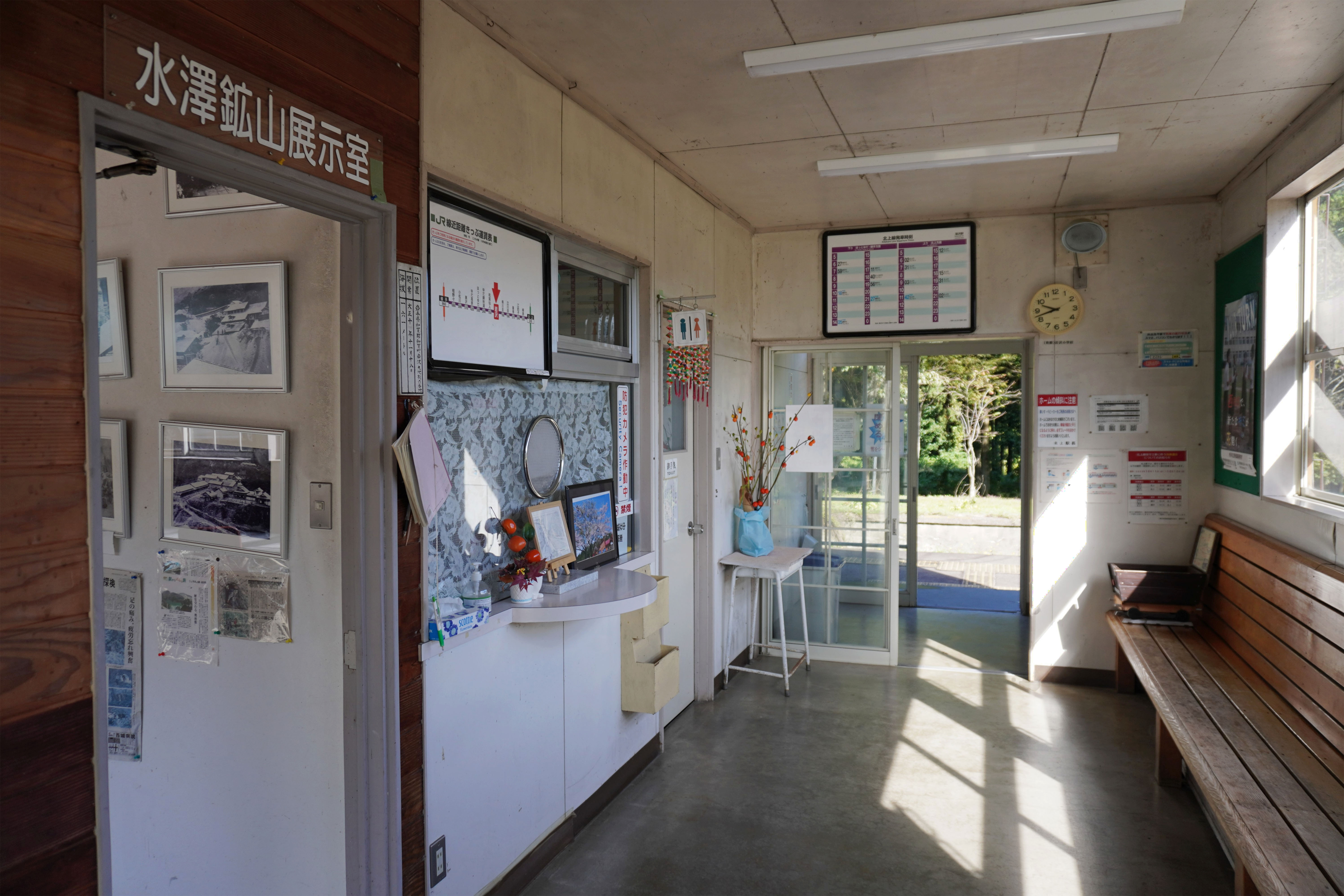
待合室（2023年10月）
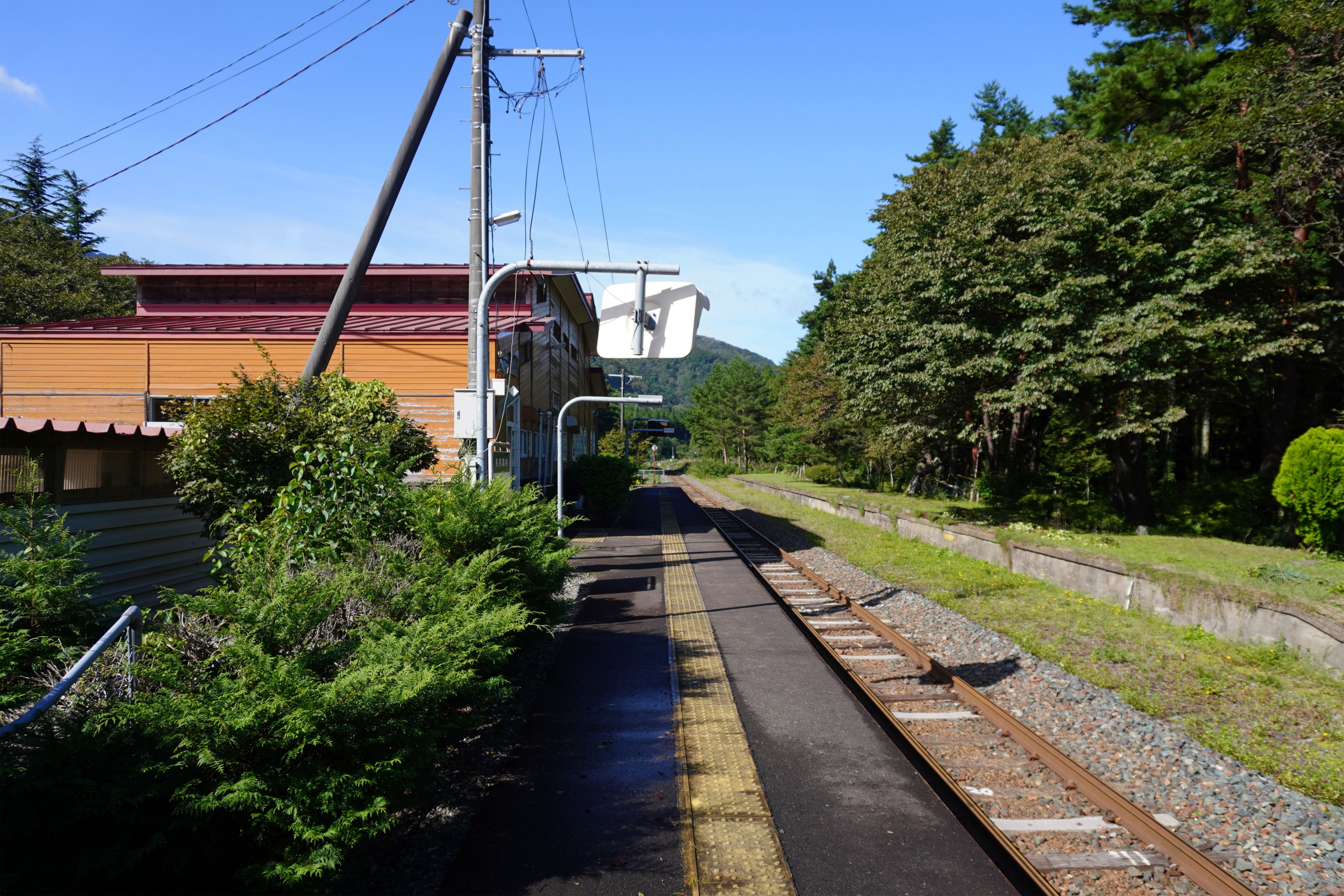
ホーム（2023年10月）

## 利用状況
JR東日本によると、2000年度（平成12年度）- 2002年度（平成14年度）の1日平均乗車人員の推移は以下のとおりであった。
| 乗車人員推移       | 乗車人員推移     | 乗車人員推移 |
| 年度               | 1日平均 乗車人員 | 出典         |
| ------------------ | ---------------- | ------------ |
| 2000年（平成12年） | 38               | [ 9 ]        |
| 2001年（平成13年） | 36               | [ 10 ]       |
| 2002年（平成14年） | 31               | [ 11 ]       |

## 駅周辺
- 国道107号
- 岩沢温泉
- 和賀川

## 隣の駅
東日本旅客鉄道（JR東日本）
■北上線
□快速・■普通
横川目駅 - 岩沢駅 - 和賀仙人駅